# Belt (Montana)
Belt és una població dels Estats Units a l'estat de Montana. Segons el cens del 2000 tenia 633 habitants.

## Demografia
Segons el cens del 2000, Belt tenia 633 habitants, 273 habitatges, i 168 famílies. La densitat de població era de 718,8 habitants per km².
Dels 273 habitatges en un 28,9% hi vivien nens de menys de 18 anys, en un 49,1% hi vivien parelles casades, en un 8,8% dones solteres, i en un 38,1% no eren unitats familiars. En el 35,9% dels habitatges hi vivien persones soles el 18,7% de les quals corresponia a persones de 65 anys o més que vivien soles. El nombre mitjà de persones vivint en cada habitatge era de 2,32 i el nombre mitjà de persones que vivien en cada família era de 3,03.
Per edats la població es repartia de la següent manera: un 26,5% tenia menys de 18 anys, un 7,4% entre 18 i 24, un 25,9% entre 25 i 44, un 24,2% de 45 a 60 i un 16% 65 anys o més.
L'edat mediana era de 39 anys. Per cada 100 dones de 18 o més anys hi havia 83,8 homes.
La renda mediana per habitatge era de 25.469 $ i la renda mediana per família de 30.104 $. Els homes tenien una renda mediana de 21.477 $ mentre que les dones 20.192 $. La renda per capita de la població era de 14.970 $. Aproximadament el 10,2% de les famílies i el 12,9% de la població estaven per davall del llindar de pobresa.

## Poblacions més properes
El següent diagrama mostra les poblacions més properes.